# MF Wolin
MF Wolin – pełnomorski prom pasażersko-samochodowy.

## Historia i rejsy
Zbudowany został w 1986 w norweskiej stoczni Moss Rosenberg Verft. W 2002 przeszedł w Gdańskiej Stoczni Remontowej gruntowny remont.
10 czerwca 2007 zakupiony został od Silja Cruise AB przez Polską Żeglugę Morską z przeznaczeniem do obsługi linii Świnoujście – Trelleborg. Nowemu właścicielowi został przekazany w połowie sierpnia 2007 a do eksploatacji (w barwach Unity Line) wszedł w październiku tego samego roku; w służbie operatora jednostka pozostawała do 31 stycznia 2025. 
Prom posiada 1860-metrowej długości linię ładunkową dla ładunków tocznych. Może zabrać na pokład 85 samochodów ciężarowych.

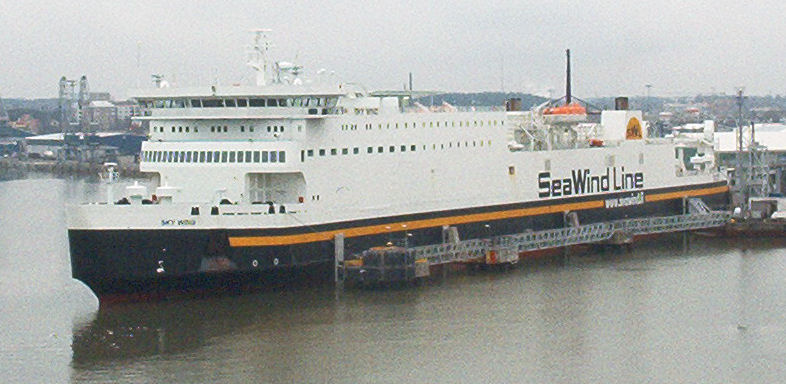
MF Sky Wind (Turku, Finlandia)

### Operatorzy
- 1986 – 2002: MF Öresund (SJ, Scandlines)
- 2002 – 2007: MF Sky Wind (Sea Wind Line(inne języki))
- 2007 – 2025, 31 stycznia[1]: MF Wolin (Unity Line)

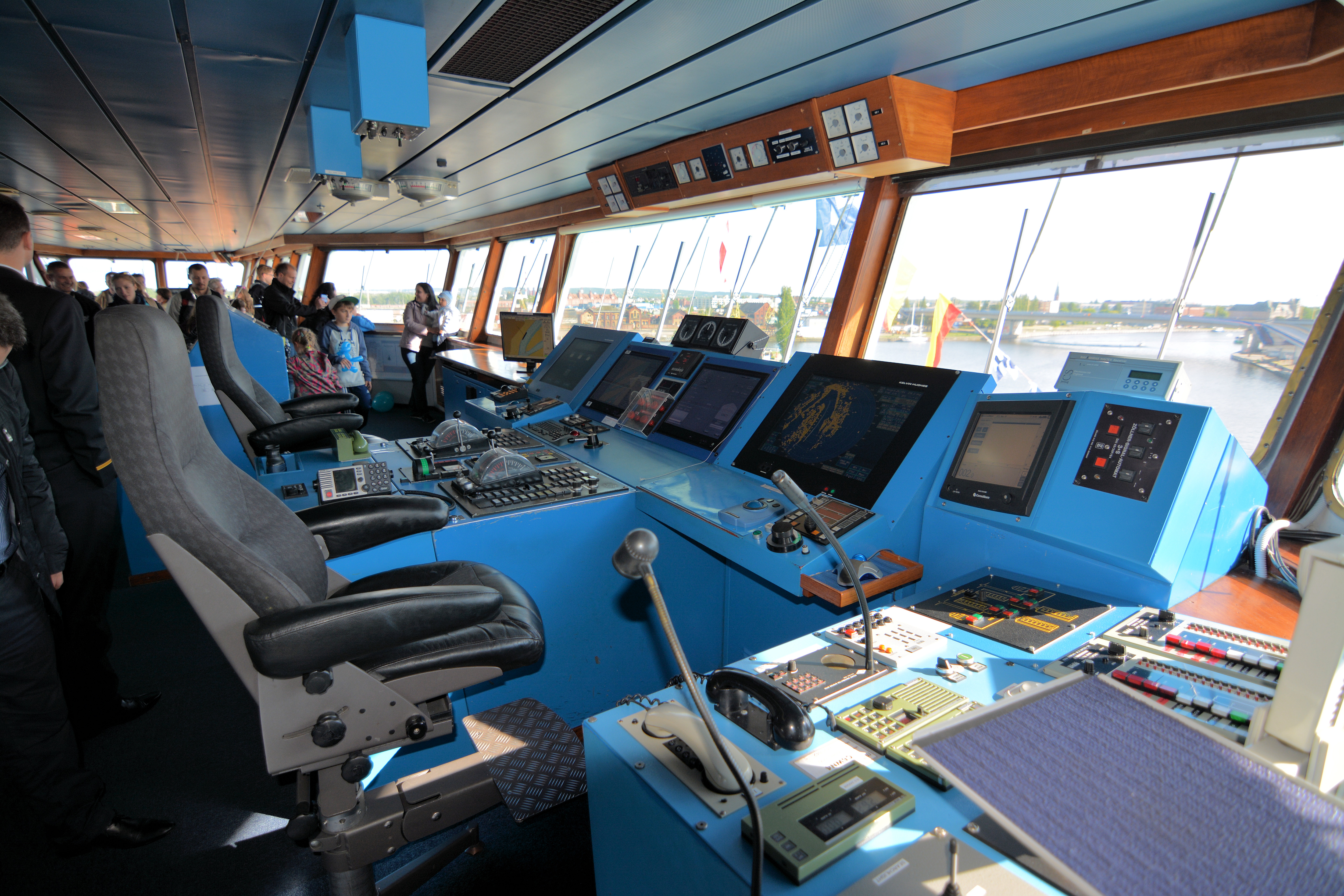
Mostek kapitański
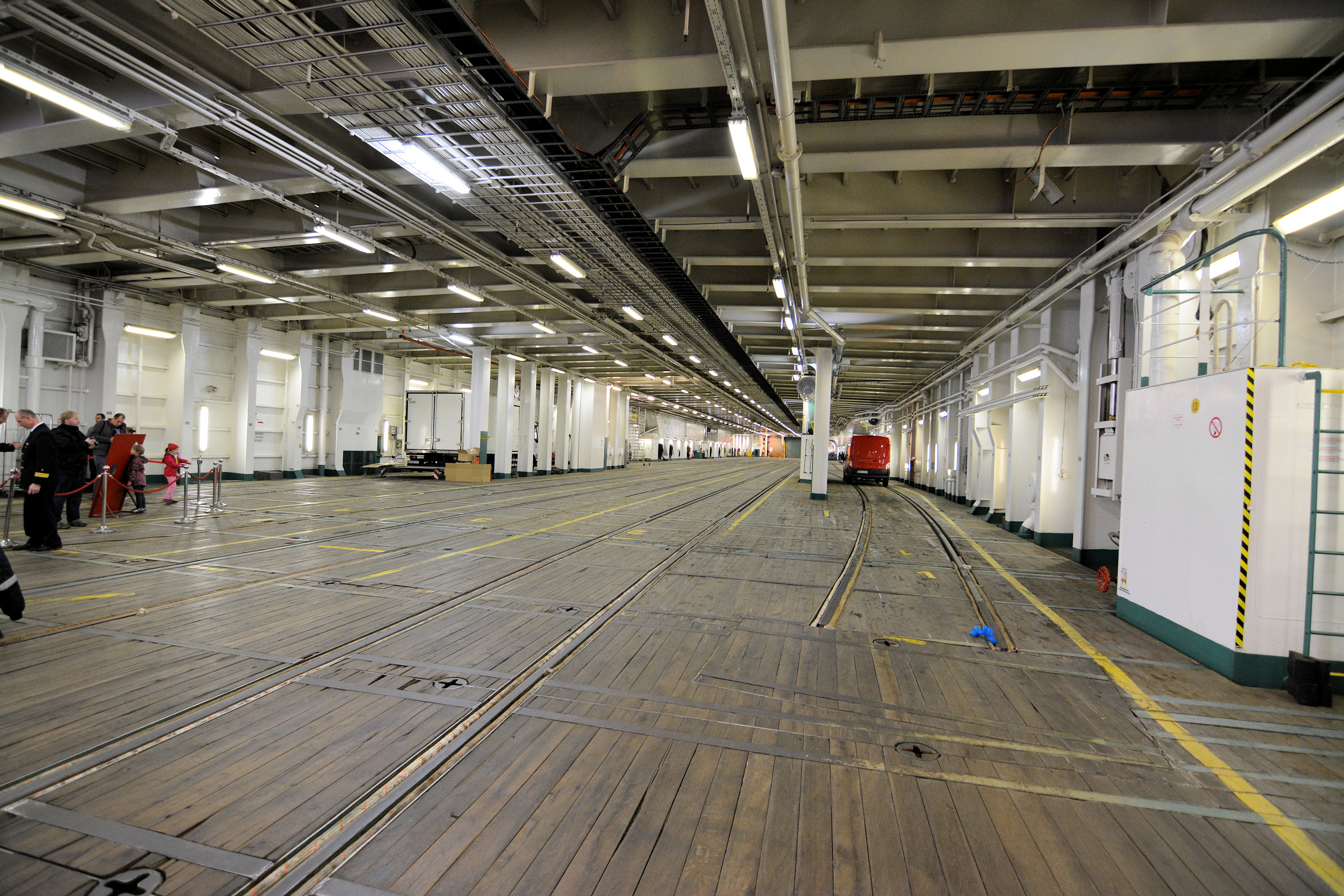
Pokład ładunkowy
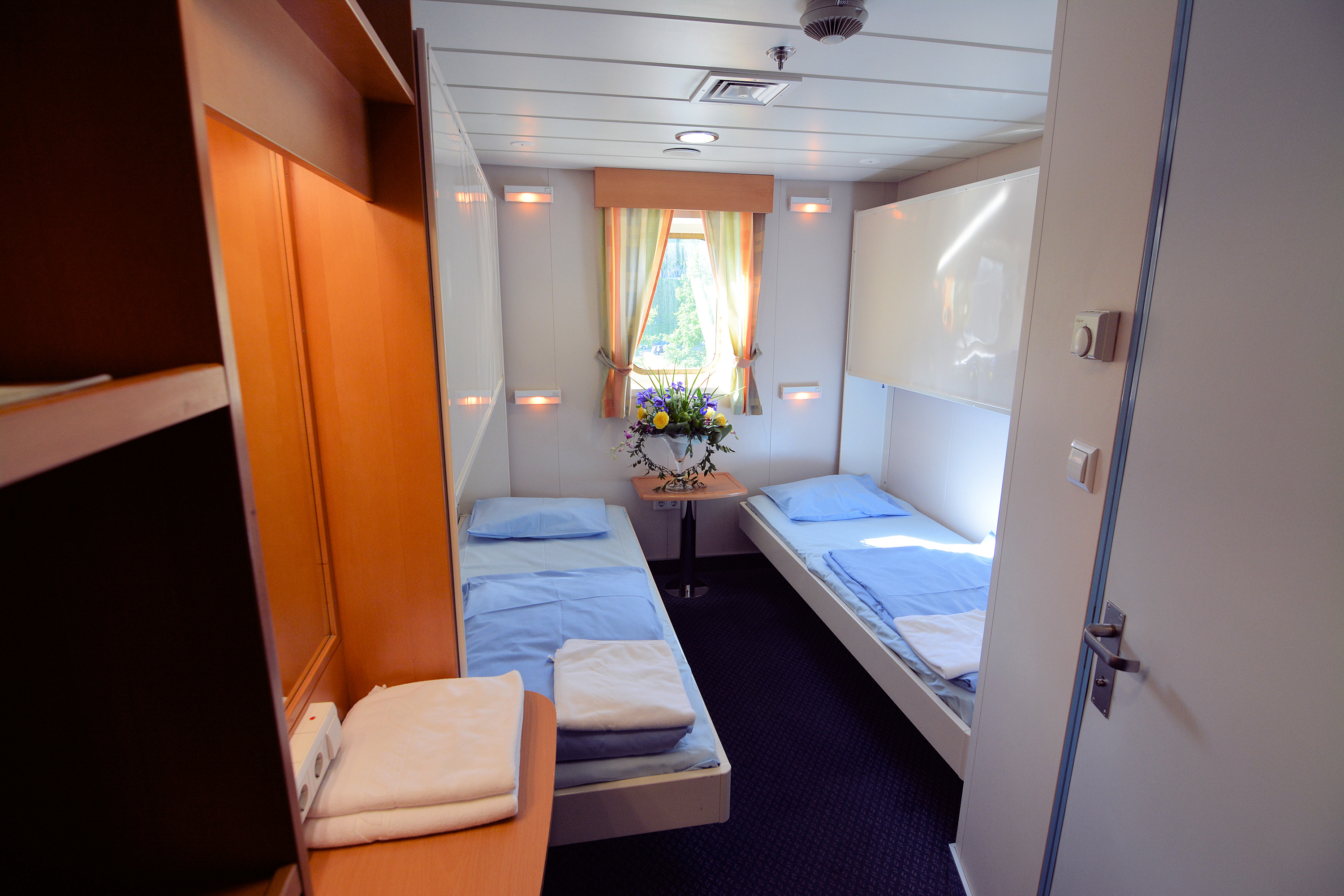
Kajuta pasażerska
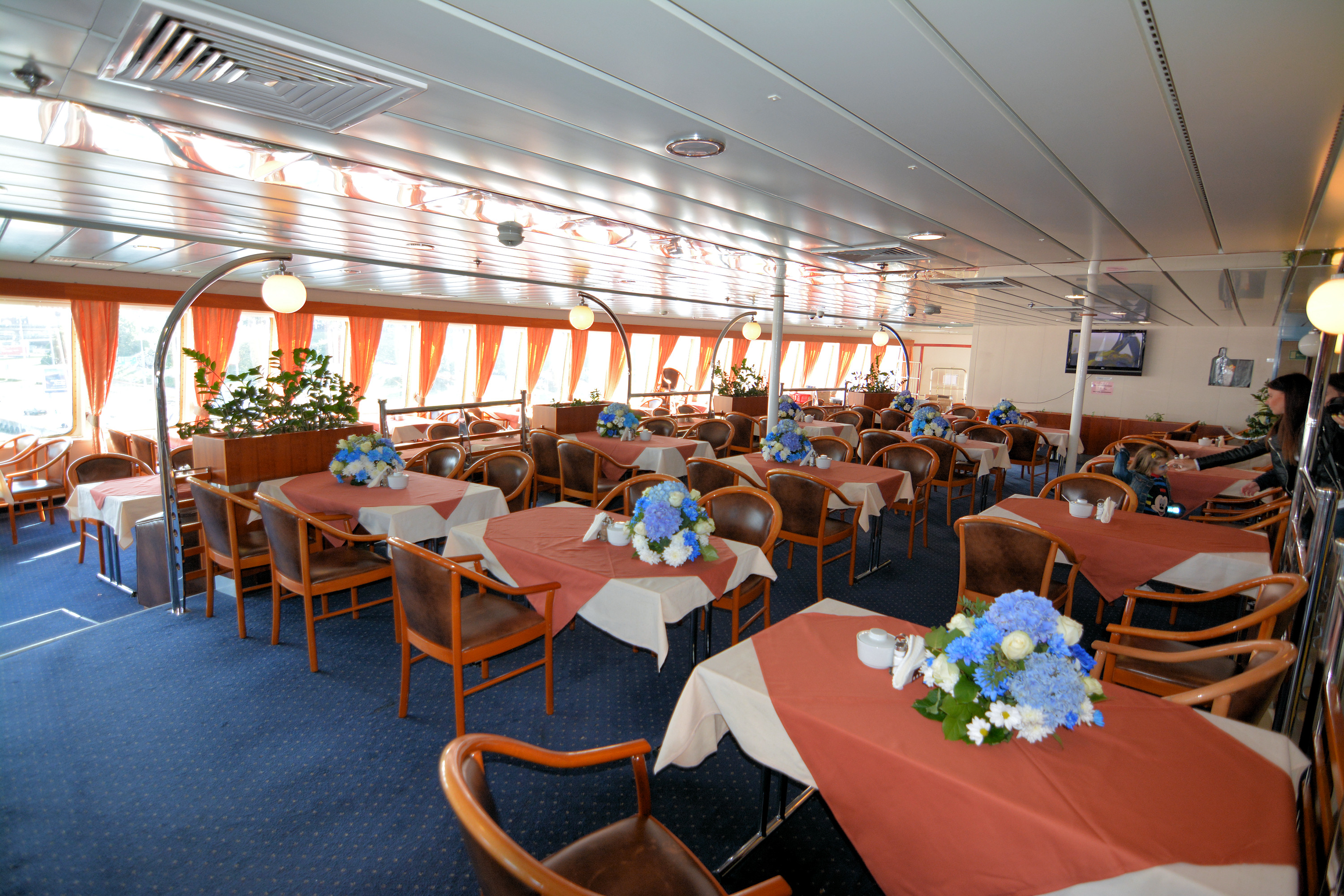
Restauracja